# Silvana Campese
Silvana Campese née à Naples en 1948, est une écrivaine et artiste féministe italienne. En 1970, elle fonde avec les sœurs Lina Mangiacapre et Teresa Mangiacapre le collectif féministe napolitain, Le Nemesiache.

## Biographie
En 1970, à Naples, Lina Mangiacapre, Teresa Mangiacapre et Silvana Campese crée le collectif féministe Le Nemesiache. La production artistique est pour le collectif un moyen de prise de conscience, d'émancipation, d'appropriation et de libération des femmes. Elles s'emparent de la mythologie et en proposent une nouvelle version. Lina Mangiacapre prend le nom de Nemesis, sa sœur Teresa Niobe, Silvana Campese devient Médée.
De 1970 à 2018, la vie de Silvana Campese est liée aux productions et activités de Nemesiache. En 2002, Lina Mangiacapre décède. En 2018, à la mort de Teresa Mangiacapre, Silvana Campese est élue présidente de Nemesiache. Le conseil d'administration décide de dissoudre l'association en juillet 2018.
En 2019, Silvana Campese publie La Nemesi di Medea – Una storia femminista lunga mezzo secolo. Elle retrace son parcours féministe ainsi que les cinquante ans de luttes, combats, réflexions, performances et productions artistiques féministes du collectif Le Nemesiache.
En 2021, Silvana Campese fait don des archives de Nemesiache à la bibliothèque nationale de Naples.
Parallèlement à son implication au sein du collectif Le Nemesiache, Silvana Campese écrit et publie régulièrement. En 2021, elle publie un roman fantastique Memorie dal futuro.

## Publications
- (it) Prisma, Naples, Marotta & Cafiero, 2001, 165 p. (ISBN 88-88234-33-0)
- (it) Strada facendo, Naples, Lettere Italiane, 2002, 155 p. (ISBN 88-7188-549-X)
- (it) Contrappunto per soli timpani e oboe, Caserta, Giuseppe Vozza, 2010, 237 p. (ISBN 978-88-88848-37-2)
- (it) Il ritorno di Cisarò, Tricase, Youcanprin, 2012, 242 p. (ISBN 978-88-911-0428-1)
- (it) La Nemesi di Medea – Una storia femminista lunga mezzo secolo, L'Inedito, 2019, 408 p. (ISBN 978-88-321-6208-0)
- (it) Parthenope inferno celeste : i molteplici volti dell'umanità, Naples, Phoenix, 2020, 149 p. (ISBN 978-88-94480-81-8)
- (it) Memorie dal futuro, Phoenix publishing, 2021, 247 p. (ISBN 9788894480849)